# Правительство Республики Коми
Правительство Республики Коми (коми Коми Республикаӧн Веськöдлан котыр) — исполнительный и распорядительный орган государственной власти Республики Коми.

## История

### Предыстория

#### Зырянский (Коми) революционный комитет
Первый Всезырянский съезд коммунистов состоялся 8-13 января 1921 года в Усть-Сысольске в здании Александринской гимназии. Съездом были избраны кандидаты в Областной Революционный Комитет (Обревком), на который возлагалась задача организации Коми АССР. Его председателем стал Дмитрий Ильич Селиванов, заместителем — Дмитрий Александрович Батиев. В мае 1921 года обревком был упразднён.

#### Революционный комитетАвтономной области Коми (Зырян)
Ревком образован по решению ВЦИК в июле 1921 года как временный высший распорядительный орган власти. Осуществлял руководство политическим, народнохозяйственным, социально-культурным строительством на территории Автономной области Коми, организацией и работой областных учреждений. Ликвидирован 22 января 1922 года после избрания областным съездом Советов областного исполнительного комитета. Председателем органа снова был назначен Дмитрий Ильич Селиванов.

#### Исполнительный комитет Областного Совета Автономной области Коми (Зырян)
Исполнительный комитет Советов рабочих, крестьянских и красноармейских депутатов Автономной области Коми (облисполком) был избран на I съезде Советов автономной области в январе 1922 года. Облисполком являлся исполнительным и распорядительным органом областного Совета — органа государственной власти на территории области. Ликвидирован в связи с образованием Коми АССР в декабре 1936 года — январе 1937 года.

#### Исполнительный комитет СоветовКоми АССР
Исполнительный комитет Советов рабочих, крестьянских и красноармейских депутатов Коми АССР был образован в 1937 году. Первое заседание Президиума исполкома Коми АССР состоялось в январе 1937 года. Однако уже в июле 1938 года исполком был ликвидирован в связи с образованием Президиума Верховного Совета СНК Коми АССР. Отделы исполкома были преобразованы в соответствующие наркоматы.

#### Совет народных комиссаров Коми АССР
Совет народных комиссаров (СНК) Коми АССР образован на I сессии Верховного Совета Коми АССР в июле 1938 года.

#### Совет Министров Коми АССР
В марте 1946 года по Указу Президиума Верховного Совета РСФСР СНК Коми АССР преобразован в Совет Министров Коми АССР.

#### Совета Министров Республики Коми
Совет Министров Республики Коми был образован 30 апреля 1993 года. С этого дня вступил в силу республиканский закон «О Совете Министров Республики Коми», заменивший действовавший до этого закон от 18 декабря 1979 года.

### Современное правительство Республики Коми
31 октября 1994 года был принят Закон Республики Коми № 8-РЗ «Об органах исполнительной власти в Республике Коми». С этого момента и по настоящее время орган исполнительной власти в Республике Коми именуется правительством. 9 января 2002 года ему на смену был принят Закон Республики Коми № 16-РЗ «Об органах исполнительной власти Республики Коми», а затем Закон Республики Коми от 5 июля 2005 года № 76-РЗ «О должностных лицах и органах исполнительной власти Республики Коми».

## Состав и принципы формирования
Правительство Республики Коми является высшим исполнительным органом государственной власти Республики Коми. В его состав входят: Председатель Правительства Республики Коми, заместители Председателя Правительства Республики Коми, министры Республики Коми и иные лица, включаемые в состав правительства Главой Коми по предложению Председателя Правительства.
Решение о формировании правительства Республики Коми принимается Главой Республики Коми не позднее одного месяца с момента вступления его в должность. Правительство Коми, реализуя свои полномочия, издает постановления и распоряжения.

## Члены правительства
В действующее правительство входят:
| Должность | Имя и фамилия      | Дата вступления в должность              |
| --- | ------------------ | ---------------------------------------- |
| Председатель правительства Республики Коми | Дмитрий Братыненко | 21 февраля 2025                          |
| Заместители председателя правительства |                    |                                          |
| Первый заместитель Председателя Правительства Республики Коми                                                                                                  | вакантно           | 22 января 2025                           |
| Заместитель Председателя Правительства Республики Коми | Сергей Емельянов   | 17 февраля 2025                          |
| Заместитель Председателя Правительства Республики Коми — министр финансов Республики Коми                                                                      | Владимир Казаков   | 23 июня 2022                             |
| Исполняющая обязанности заместителя Председателя Правительства Республики Коми — министра экономического развития, промышленности и транспорта Республики Коми | Лариса Максимова   | 17 февраля 2025                          |
| Заместитель Председателя Правительства Республики Коми — министр строительства и жилищно-коммунального хозяйства Республики Коми                               | Эдуард Слабиков    | 5 декабря 2024                           |
| Заместитель Председателя Правительства Республики Коми — министр труда, занятости и социальной защиты Республики Коми                                          | Екатерина Грибкова | 27 апреля 2022                           |
| Министры и другие члены правительства |                    |                                          |
| Руководитель Администрации Главы Республики Коми | Дмитрий Самоваров  | 27 апреля 2022                           |
| Исполняющая обязанности постоянного представителя Республики Коми при Президенте Российской Федерации                                                          | Нина Кашайкина     | 1 марта 2025                             |
| Представитель Республики Коми в Северо-Западном регионе Российской Федерации                                                                                   | Марина Каракчиева  | 27 апреля 2022                           |
| Министр национальной политики Республики Коми | Роман Носков       | 12 мая 2022                              |
| Министр природных ресурсов и охраны окружающей среды Республики Коми                                                                                           | Роман Полшведкин   | 12 феварля 2025 (и. о. с 9 декабря 2024) |
| Исполняющий обязанности министра сельского хозяйства и потребительского рынка Республики Коми                                                                  | Сергей Елдин       | 30 сентября 2024                         |
| Министр цифрового развития, связи и массовых коммуникаций Республики Коми                                                                                      | Денис Мчедлишвили  | 21 февраля 2025                          |
| Министр юстиции Республики Коми | Алексей Осташов    | 9 марта 2023 (и. о. с 27 апреля 2022)    |
| Министр здравоохранения Республики Коми | Ирина Кондратьева  | 28 ноября 2024                           |
| Министр культуры и архивного дела Республики Коми | Марина Бурмистрова | 13 мая 2025                              |
| Министр образования и науки Республики Коми | Наталья Якимова    | 01 ноября 2023                           |
| Министр физической культуры и спорта Республики Коми | Светлана Суворкина | 29 июля 2024                             |
| Член Правительства Республики Коми | Наталья Хозяинова  | 12 августа 2022                          |